# Sciapus rectus
Sciapus rectus är en tvåvingeart som först beskrevs av Christian Rudolph Wilhelm Wiedemann 1830.  Sciapus rectus ingår i släktet Sciapus och familjen styltflugor. Inga underarter finns listade i Catalogue of Life.